# Mesalazina
Mesalazina, ou messalazina, também conhecido como ácido 5-aminossalicílico, é um fármaco pertencente aos grupo dos aminossalicilatos que atua como anti-inflamatório usado no tratamento de doenças inflamatórias intestinais, como a retocolite ulcerativa (RCU) e a doença de Crohn (DC), leve a moderada. Trata-se de um aminossalicilato que age predominantemente no tecido intestinal e, portanto, tem poucos efeitos colaterais sistémicos.

## Aprovação
A Mesalazina é um anti-inflamatório indicado para o tratamento de doenças inflamatórias que acometem as mucosas gastrointestinais e também pode ser utilizado para o tratamento sintomático da doença diverticular do cólon, bem como da doença de Crohn.  É uma droga usada para tratar colite ulcerativa ativa leve a moderada e também para manter a remissão uma vez alcançada. Teve seu lançamento em 1984, pela Sanofi/Ferring, farmacêutica responsável. Apresenta-se com o nome IUPAC 5-amino-2-hydroxybenzoic acid. Também é conhecida como Mesalazina ou 5-aminossalicílico (5-ASA).
Quando usada de forma isolada é absorvida no trato gastrintestinal superior, logo após, ocorre a acetilação e a excreção na urina e fezes, o que não ocorre com a sulfassalazina, já que a ponte azo é desfeita pela ação das bactérias presentes no intestino grosso. A mesalazina apresenta-se como cristais em forma de agulhas castanho claro a rosa, com pouca solubilidade em água e quase insolúvel em álcool. É solúvel em soluções diluídas de hidróxidos alcalinos e em soluções diluídas de ácido clorídrico.
É um dos medicamentos pertencentes ao Componente Especializado da Assistência Farmacêutica, que é um programa instituído pelo Ministério da Saúde que visa garantir o tratamento integral através do fornecimento de medicamentos de alto custo no âmbito do Sistema Único de Saúde, que normalmente inclui medicamentos de uso contínuo no tratamento de doenças crônicas e raras.

## Farmacologia e Mecanismo de ação
É uma molécula do tipo anfótera e sua solubilidade e ionização dependem dos valores de pH e pKa dos grupos amino e carboxílico da molécula. As formas catiônicas encontram-se em valores de pH abaixo do ponto isoelétrico, as formas dipolares predominam perto do ponto isoelétrico, e as formas aniônicas predominam em valores de pH acima do ponto isoelétrico. Os valores de pH e pKa influenciam na velocidade de liberação da droga como resultado do comportamento anfótero de ionização. A solubilidade da mesalazina em meio de HCl 0,1 M é maior que 18 mg/mL. Já nos meios de dissolução tampão fosfato pH 6,0 e 7,2 são de aproximadamente 1,2 mg/mL e 5,5 mg/mL, respectivamente. (FRENCH; MAUGER, 1993).
Seu mecanismo de ação consiste em: inibição da IL-1 e do FNT-α, inibição da via da lipooxigenase das células com as concentrações alcançadas no intestino grosso durante o tratamento; inibição da produção dos leucotrienos pró-inflamatórios (LTB4 e 5-HETE) pelos macrófagos da parede intestinal e eliminação radicais livres e oxidante (diminuindo a formação de produtos contendo oxigênio reativo), e inibição do NF-kB.
Seu efeito inibitório em vários mecanismos da inflamação pode ser justificado pela capacidade de inibir a ativação do fator nuclear kappa B, envolvido na sinalização final de várias citocinas pró-inflamatórias, quimioquinas, moléculas de adesão, etc. Adicionalmente, a mesalazina inibe a secreção de água e de cloreto e aumenta a reabsorção de sódio no intestino experimentalmente. A eficácia do fármaco depende basicamente do esvaziamento gástrico, trânsito no intestino delgado, pH e revestimento intraluminal.
As suas propriedades são semelhantes às dos AINEs (grupo da aspirina) mas não causam hemorragias gástricas nem são absorvidos para o sangue (têm acção tópica).
O ácido 5-aminossalicílico inibe as enzimas ciclooxigenases COX-1 e COX-2 e a síntese de prostanóides inflamatórios. Inibe, também, a produção de citocinas ao bloquear o NF-KB, o seu factor de transcrição génica nuclear.
A mesalazina é o componente ativo da sulfassalazina, a qual é utilizada para o tratamento da RCU e da DC.
Com base nos resultados clínicos, o valor terapêutico da mesalazina após a administração oral ou retal parece dever-se ao seu efeito local no tecido intestinal inflamado, e não ao efeito sistêmico.
Em pacientes com doença inflamatória intestinal, estão presentes o aumento da migração leucocitária, produção anormal de citocinas, aumento da produção de metabolitos do ácido araquidônico, particularmente do leucotrieno B4, e aumento da formação de radicais livres no tecido intestinal inflamado. A mesalazina tem, in vitro e in vivo, um efeito farmacológico que inibe a quimiotaxia leucocitária, diminui a produção de citocinas e leucotrienos e elimina os radicais livres.

## Rota sintética
Existem diversas rotas sintéticas para preparação da mesalazina segundo a base integrity. A messalina pode ser preparada a partir da anilina (I) que reage com nitrito de sódio e HCl para produzir o intermediario benzenodiazônio (II) que pode ser acoplado ao ácido salicílico fornecendo a diazina (III) sem a necessidade de isolamento. A seguir, o composto III é reagido com hidrosulfito de sódio para produzir a mesalazina..

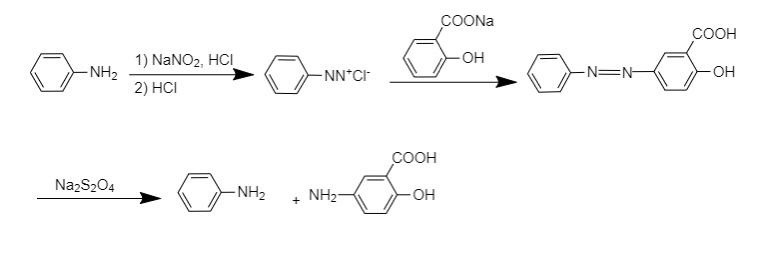

## Indicações
- Úlceras em geral
- Doença de Chagas
- Síndrome do cólon irritável
- Colite; Ileocolite; retocolite

A mesalazina, sob a forma de comprimidos de libertação prolongada, está indicada como anti-inflamatório para redução da inflamação das mucosas gastrointestinais na retocolite ulcerativa (RCU) leve a moderada, tanto na indução quanto na manutenção da remissão, e da doença de Crohn (DC) leve a moderada. É utilizada também na prevenção e redução de recidivas dessas doenças. A mesalazina de libertação prolongada também demonstrou ser eficaz em pacientes com intolerância à sulfassalazina. 
Devido à baixa incidência de efeitos colaterais durante o tratamento com a mesalazina, esta droga pode ser considerada como tratamento inicial em todos os pacientes com retocolite ulcerativa.    
A formulação em grânulos ou sachê (também de liberação prolongada) está indicada como anti-inflamatório para redução das reações inflamatórias que acometem as mucosas gastrointestinais na RCU leve a moderada,em pacientes de mais de 18 anos de idade. Destina-se também à prevenção e redução de recidivas dessa doença.
Os grânulos (sachê) foram tão eficazes quanto os comprimidos no tratamento da RCU leve a moderada. Na indução da remissão em pacientes com RCU leve a moderada, quando combinada com mesalazina enema, a mesalazina sachê 4 g uma vez ao dia foi igualmente eficaz e bem tolerada quanto mesalazina sachê 2 g duas vezes ao dia. Na manutenção da remissão em pacientes com RCU quiescente, a mesalazina sachê 2 g uma vez ao dia foi mais eficaz com melhor aceitabilidade e aderência quando comparada à mesalazina sachê 1 g 2 vezes ao dia.
Nas formulações em comprimidos ou grânulos de liberação prolongada cobertos com etilcelulose, a mesalazina é liberada de forma contínua a partir dos microgrânulos individuais por todo o trato gastrintestinal, independente do pH e da presença de diarreia.
A mesalazina sob a forma de enema destina-se ao tratamento das doenças inflamatórias em porções finais do cólon e no reto (proctossigmoidite ulcerativa e colite esquerda). Apresenta altas taxas de remissão clínica após 4 semanas de tratamento da retocolite ulcerativa distal ativa, em termos de efetiva melhora endoscópica e histopatológica. A associação de mesalazina enema com a mesalazina oral, como terapia combinada para RCU extensa leve a moderada, mostrou ter eficácia superior à terapia unicamente oral.    
A mesalazina em supositórios destina-se ao tratamento das inflamações do reto (proctite ulcerativa). A mesalazina administrada pela via retal é o tratamento de primeira linha para pacientes com retocolite ulcerativa distal ativa leve a moderada.

## Efeitos úteis
Diminuição da inflamação nessas doenças. Remissão da doença, retardo da progressão, diminuição da probabilidade de episódio agudo.

## Efeitos adversos
- Fraqueza óssea(baixa de cálcio pelo organismo)
- Vermelhidão nas axílas
- Dores de cabeça
- Dores nas articulações
- Prurido nas regiões genitais

Raros:
- Neutropenia e supressão da actividade da medula óssea.
- Esterilidade.
- Danos neurológicos irreverssíveis

Muitos dos efeitos adversos observados nos estudos após o uso de mesalazina podem ser decorrentes da própria doença inflamatória intestinal.
As reações adversas mais frequentemente observadas nos estudos clínicos são diarreia, náusea, dores abdominais, dor de cabeça, vômitos e erupções cutâneas. Reações de hipersensibilidade e febre podem ocorrer ocasionalmente.
Após a administração retal (enema ou supositório), podem ocorrer reações locais como prurido, desconforto retal e urgência para evacuar.

## Contraindicações
A mesalazina está contraindicada a pacientes com hipersensibilidade conhecida aos salicilatos ou a qualquer componente das formulações, e em casos de doenças renais ou hepáticas graves.
A formulação em comprimidos está contraindicada para menores de dois anos de idade.
A formulação em sachê está contraindicada para menores de 18 anos de idade.

## Interações
O tratamento combinado de mesalazina e azatioprina ou 6-mercaptopurina ou tioguanina pode aumentar a frequência de efeitos mielossupressores, entretanto o mecanismo da interação não está totalmente estabelecido. Recomenda-se a monitorização dos leucócitos do sangue para ajustes de dosagem das tiopurinas.